# Barbier chirurgien

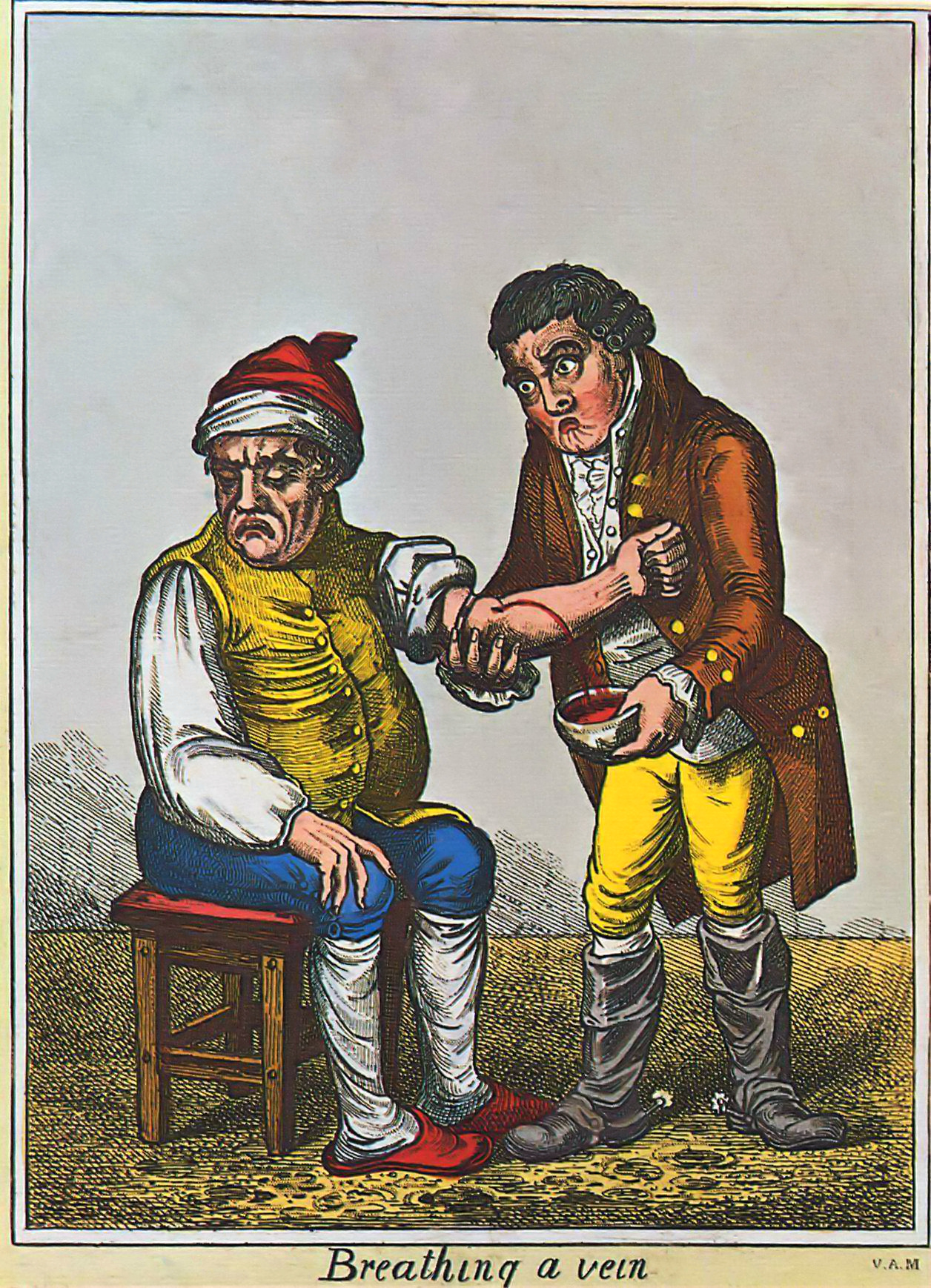
Barbier réalisant une saignée grâce à son instrument de l'époque, une lancette,.

Le barbier chirurgien était à la fois barbier et chirurgien. Il apparait en Occident chrétien vers la fin du XIIe siècle, et disparait au cours du XVIIIe siècle.
Cette association, et cette disparition, peuvent se comprendre à la suite d'un changement d'épistémè.

## Contexte historique

### Origines
Depuis l'Antiquité, il existait une tradition médico-chirurgicale savante, basée sur l'écrit, mais aussi tout un ensemble de pratiques empiriques transmis par voie orale et par apprentissage. Les soignants illettrés empiriques étaient majoritaires : fermier-guérisseur, serveuse-sage-femme, guerrier-chirurgien, rebouteux, herboristes... Il y avait ainsi une médecine agricole ou domestique, où un propriétaire de bétail ou d'esclave pouvait être capable de donner des soins. La pratique médico-chirurgicale était un art public, dans un marché libre et ouvert à tous, où les iatroi ou medici pouvaient être côtoyés ou concurrencés par des boxeurs, des palefreniers, des maitres d'école ou tout autre amateur éclairé.
Le rôle et la position sociale de ces soignants et guérisseurs restaient le plus souvent indéterminés. D'après Vivian Nutton, ce qu'on appelle aujourd'hui les « professionnels de santé », subdivisés en catégories bien distinctes et règlementées, n'existaient pas tels qu'on les connait depuis le début du XIXe siècle. Ils se répartissaient alors, et jusqu'au début du Moyen Âge, de façon continue sans ligne de partage fixe ou identique partout, en se chevauchant dans leur domaine de compétence.
Dans l'Antiquité tardive, à partir du IIIe siècle a.p. J.-C., au sein de la tradition écrite et sous l'influence du galénisme, la théorie et la pratique médico-chirurgicale tendent à se séparer. La dislocation du monde romain et le monothéisme chrétien entérinent cette scission dans la tradition savante (« orthodoxie » canonique des textes religieux, puis médicaux).

### Moyen Âge central

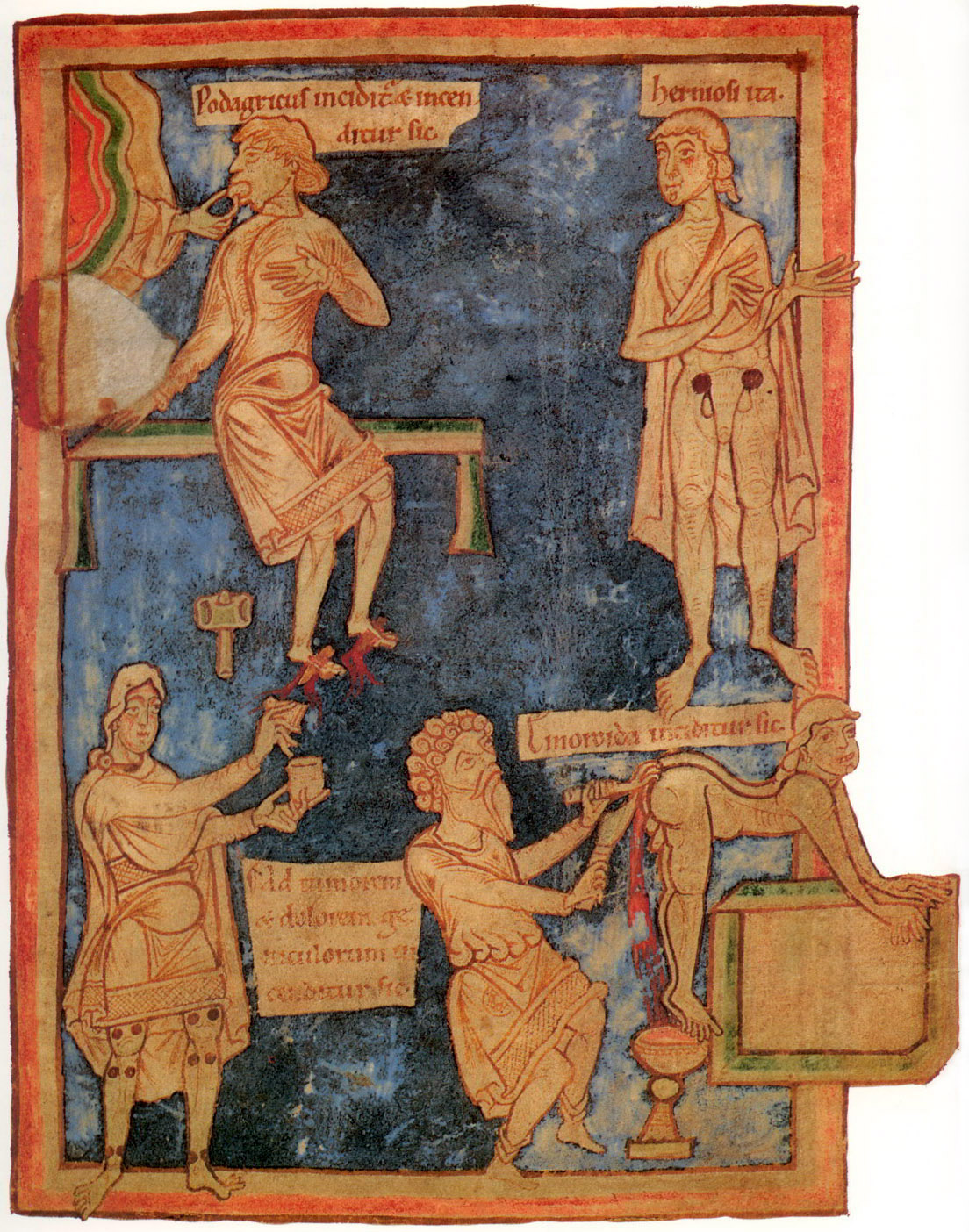
Soins chirurgicaux selon un manuscrit anglais du XIe siècle : à gauche, patient atteint de goutte aux pieds que l'on incise et cautérise, à droite en haut patient atteint de hernie inguinale, à droite en bas opération des hémorroïdes.

En Occident, au début du Moyen Âge central, vers l'an mille, la pratique médico-chirurgicale est le fait de religieux et de clercs exerçant dans des couvents ou les premiers hôpitaux. La première grande école est l'École médicale de Salerne, qui reçoit les premières traductions des textes chirurgicaux grecs, byzantins et arabes vers la fin du XIIe siècle.
En 1163, lors du concile de Tours, l'Église avait énoncé : « Ecclesia abhorret a sanguine », « l'Église hait le sang », c'est-à-dire que les clercs ne devaient pas répandre le sang. En 1215, le quatrième concile du Latran va plus loin et interdit explicitement aux prêtres, diacres et sous-diacres d'exercer la chirurgie,.
Cette interprétation traditionnelle est contestée par des historiens modernes qui considèrent qu'à cette époque, ni les autorités religieuses, ni les autorités étatiques ne disposaient de moyens de contrôle, suffisants et efficaces, pour appliquer leurs propres décrets.
Les recommandations de l'Église sur la chirurgie ne s'expliquent pas par une volonté d'entraver la pratique chirurgicale, mais ont pour fonction la définition des activités qui relèvent des missions des membres du Clergé et de celles qui relèvent des autres ordres. Pour les moines, la pratique médico-chirurgicale en dehors des monastères est considérée comme une activité lucrative contraire à la vie monastique ; et pour les prêtres, il était peu digne de se consacrer à la chirurgie, activité mécanique et sanglante,.
Ces interdits n'ont pas empêché des évêques, prêtres ou autres clercs de rédiger des ouvrages de référence en chirurgie comme Théodoric Borgognoni (1205-1298), Guillaume de Salicet (1210-1277), Lanfranc de Milan (1250-1306), Henri de Mondeville (1260-1320)… Les textes interdisant la chirurgie aux clercs mettront plus de deux siècles pour s'appliquer réellement. Il existe de nombreuses tolérances et indulgences, surtout dans le sud de l'Europe, par proximité géographique avec la cour des Papes, car le Saint-Siège entend garder auprès de lui les médecins-chirurgiens les plus réputés.
Du côté des autorités civiles, Frédéric II fixe en 1231 les études médicales à une durée de cinq ans, incluant la chirurgie, et validées par les maitres de Salerne. Tout au long du XIIIe siècle la chirurgie de Salerne diffuse aux premières universités médicales italiennes, comme Bologne (dissections anatomiques humaines). Près de la Papauté d'Avignon, l'Université de Montpellier garde une liberté d'action pour former des médecins-chirurgiens clercs ou laïcs,.

#### Séparation de la médecine et de la chirurgie
D'un point de vue intellectuel et technique, la séparation de la médecine et de la chirurgie est toujours restée partielle et incomplète car les deux domaines partageaient une tradition savante commune (mêmes sources, même doctrines). Selon Vivian Nutton, ces médecins ou chirurgiens savants lettrés (connaissant le latin) n'étaient que la pointe infime d'une pyramide de soignants en couches hiérarchisées : chirurgiens, barbiers, arracheurs de dents, opérateurs itinérants (taille, cataracte, hernie...), inciseurs, rebouteux... plus ou moins illettrés ou empiriques, certains pouvant se prévaloir d'une réelle expérience acquise transmissible, d'autres n'étant que des charlatans (en termes médiévaux : circulateurs, bateleurs, triacleurs, imposteurs et abuseurs...).
D'un point de vue institutionnel et professionnel la séparation entre médecine et chirurgie reste tout aussi complexe et diverse selon les régions. En Europe du Nord (régions non-méditerranéennes), la fondation des Universités de médecine s'effectue en l'absence locale d'une tradition chirurgicale savante. Celle de Paris se définit comme une université des arts libéraux (par opposition aux arts mécaniques), la médecine est alors élevée au rang de discipline intellectuelle (scolastique médiévale) par opposition aux activités manuelles. Ce qui exclut la chirurgie (dont l'étymologie grecque est kheirourgia – opération manuelle –).
Ainsi, à l'interdit religieux de la chirurgie aux clercs s'ajoute, dans plusieurs régions d'Europe, l'interdit universitaire de la chirurgie aux médecins. Par exemple, les effets du Concile de Latran de 1215 ne se feront sentir à Montpellier qu'à partir du XVe siècle, la fin de la papauté d'Avignon et son retour à Rome coïncidant avec l'abandon de la chirurgie par les médecins de Montpellier.

#### Spécialisation des métiers
Le développement économique et urbain favorise un processus de spécialisation des arts et des métiers à partir du XIIe siècle. À Paris, la profession de chirurgien se différencie lorsque Jean Pitard, premier chirurgien de Saint Louis, crée au XIIIe siècle la confrérie de Saint-Côme et de Saint-Damien qui distingue les chirurgiens dits « de robe longue » qui doivent désormais passer un examen devant leurs pairs avant d'exercer, des chirurgiens dits « de robe courte » ou barbiers qui ne sont plus chargés que des interventions minimes.
Les chirurgiens « de robe longue » sont des chirurgiens lettrés, connaissant le latin, ayant accès aux sources savantes. Ils espèrent partager le prestige des médecins érudits des nouvelles universités, en défendant une « chirurgie scolastique », où la chirurgie serait plus qu'un art mécanique, mais une scientia basée sur la raison d'Aristote, un savoir (textes chirurgicaux), et sur une pratique basée sur un plan d'action. Un même processus concerne les architectes-maçons de cette époque, qui cherchent à dissocier l'architecture des métiers mécaniques, en se différenciant des artisans-maçons,.

## Ascension sociale du barbier-chirurgien

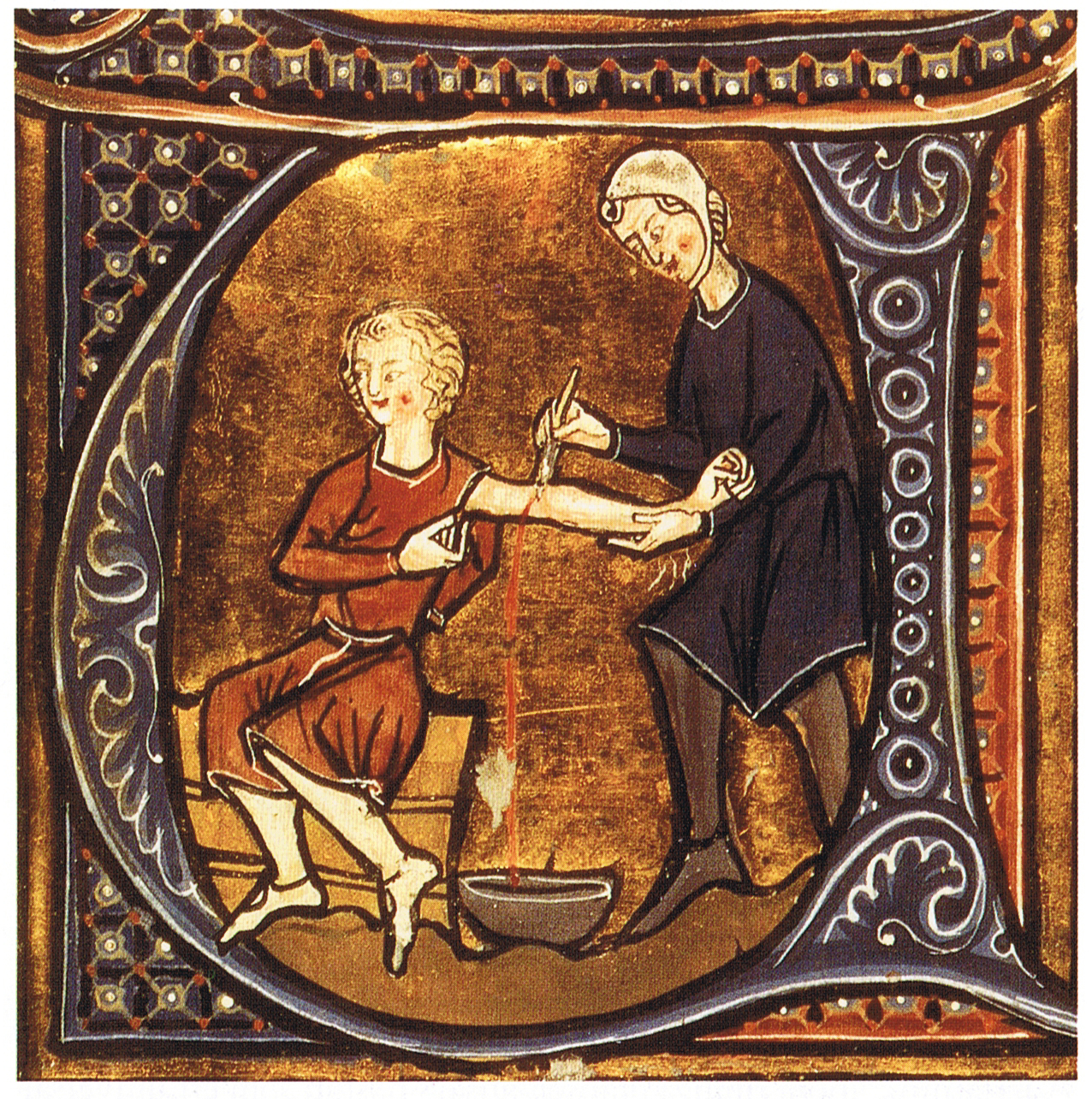
Saignée, manuscrit de Aldebrandin de Sienne, fin du XIIIe siècle.

Les origines exactes du barbier-chirurgien sont obscures, et le plus souvent légendaires. Le terme de chirurgien est attesté en latin (chirurgicus) au VIIe siècle chez Paul d'Égine, il est largement usité à partir du IXe siècle. Le terme de cirurgie est attesté en ancien français en 1175 chez Chrétien de Troyes.
Il n'en est pas de même pour les qualificatifs appliqués aux barbiers, dont les deux activités traditionnelles sont le rasage et la saignée. Au XIIe siècle, la terminologie désignant les opérateurs du rasoir n'est pas fixée : ils sont appelés minutor, sanguinator, phlebotomus, rasor ou rasorius et enfin barbator qui apparait en 1196. En 1221, le terme de barbator qualifie le barbier de Philippe-Auguste, Jean Racicot. À partir du XIIIe siècle, les termes dérivés du mot barba tendent à s'imposer, comme barbator, barbitonsor, barberius. Le terme barbier apparait en ancien français vers le milieu du XIIIe siècle.
Il est impossible de préciser si, au XIIe siècle, le sanguinator taillait aussi la barbe, ou si le rasor pratiquait aussi des saignées, et sinon à quel moment les deux fonctions furent réunies en un seul métier. Pour la France, le plus ancien statut connu de barbiers est celui de ceux de Montpellier en 1242, où les deux fonctions sont déjà réunies. Danielle Jacquart envisage plusieurs hypothèses pouvant expliquer cette fusion : un besoin accru de saigneurs (influence du galénisme arabe), l'interdiction conciliaire aux clercs, une meilleure insertion corporatiste par la tenue d'une boutique en ville (aspect commercial lié à la barbe et à la coiffure).

### Moyen Âge tardif
Au Moyen Âge tardif, les barbiers ou barbiers-chirurgiens prennent plus d'importance, par leur nombre et leur aptitude à répondre aux besoins urbains, surtout après la peste noire, alors que les chirurgiens lettrés restent en nombre limité auprès des grands personnages. En 1372, les barbiers obtiennent, outre le droit de saigner, celui de « curer et guérir toutes manières de clous, de boces et plaies ouvertes ». Les activités du chirurgien et du barbier se chevauchent, donnant lieu à des conflits et rivalités.
De plus en plus de barbiers se proclament unilatéralement « barbiers-chirurgiens », par leur pratique qui les distingue des simples barbiers, des empiriques et des magiciens. Le premier texte connu qui entérine cette évolution et officialise le titre fusionné de « barbier-chirurgien » est celui de Montpellier en 1418. En France, le mouvement s'étend à d'autres villes : Toulouse (statuts de 1457), Lyon (1489), Rouen (1500).
À Paris, le conflit est triangulaire entre médecins universitaires, confrérie de chirurgiens, et communauté de barbiers. Les deux premiers se disputant pour contrôler les troisièmes. Les mêmes rivalités existent ailleurs, mais selon d'autres schémas. À Londres, le conflit est binaire, entre médecins et chirurgien lettrés d'une part et barbiers-chirurgiens et barbiers de l'autre : une confrérie des chirurgiens apparait en 1368, et une charte de communauté de barbiers est établie en 1376. À Florence, médecins et chirurgiens sont membres de la même guilde. À Cologne, un médecin lettré pouvait s'associer avec un « chirurgien empirique »,.
Ces divers conflits (détermination des champs de compétence et des hiérarchies sociales), variables et évolutifs selon les régions, doivent être appréciés dans un contexte plus large du XIVe et XVe siècles : développement urbain, augmentation du nombre de soignants, importance accrue de leur rôle (multiplications des édits, statuts et règlements), et d'une plus grande information (accès à des textes médico-chirurgicaux). Vers l'an mille, les médecins en petit nombre étaient confinés le plus souvent dans les monastères ou les cours des Grands. Vers 1500, ils sont communément répandus dans toutes les villes d'Europe, en organisations professionnelles : chirurgiens, barbiers-chirurgiens, barbiers, apothicaires... en compétition pour élargir leur domaine, tout en s'opposant aux empiriques et illégaux.

### Chirurgie «humaniste»
Il existait déjà une mobilité sociale entre chirurgiens et barbiers-chirurgiens. L'apprentissage d'un chirurgien commençait par la pratique du rasage. Le jeune chirurgien pouvait ainsi avoir une source de revenus avant de maîtriser la chirurgie de son époque. Dans le contexte de l'humanisme de la Renaissance, cette expérience pratique s'effectue en dehors de la scolastique universitaire. L'action est clairement sanctionnée par les résultats, visibles aux yeux de tous. Pour Michel de Montaigne, comparativement à la médecine, « (la chirurgie) me semble beaucoup plus certaine, parce qu'elle voit et manie ce qu'elle fait ; il y a moins à conjecturer et à deviner ».

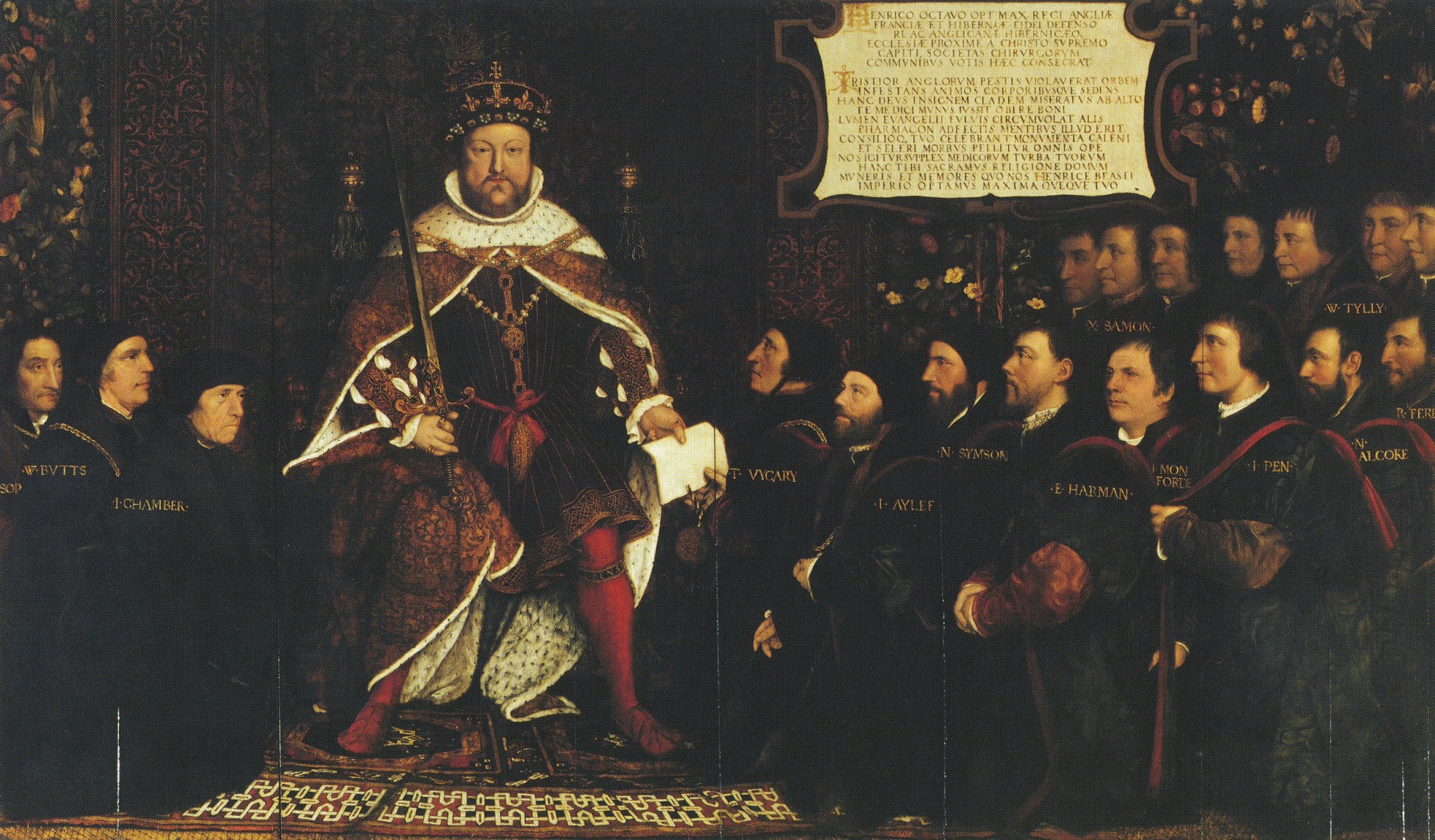
Henri VIII and the Barber Surgeons (1543), par Hans Holbein le Jeune. Les barbiers et chirurgiens de Londres sont réunis en une seule communauté en 1540, pour être de nouveau séparés en 1745.

Ceux qui ne connaissent pas le latin, ont accès aux ouvrages de chirurgie en langue vernaculaire (vulgaire), surtout après l'invention de l'imprimerie. Les traducteurs remarquables en français sont alors Jean Cannape, Pierre Tolet, Jacques Daléchamps. Ils sont suivis par d'autres traducteurs en anglais, allemand, italien, espagnol...
Les barbiers-chirurgiens peuvent ajouter à leur habileté manuelle, un savoir chirurgical antique confronté à leur pratique réelle. Le jugement est d'autant plus critique que de nouveaux problèmes apparaissent en chirurgie de guerre, sans équivalent dans le passé : les plaies par arme à feu et les mutilations causées par l'artillerie. Il en est de même pour l'expansion épidémique de la syphilis (le barbier-chirurgien étant amené à traiter toutes les affections apparaissant à la surface du corps, le médecin traitant celles de l'intérieur).
Des barbiers-chirurgiens, d'origine modeste, s'élèvent très haut dans la hiérarchie médico-sociale. En Italie, Jacopo Berengario da Carpi, fils de barbier-chirurgien, débute auprès de son père et devient professeur de l'université de Bologne et chirurgien du duc de Ferrare, Alphonse Ier d'Este. En France, Ambroise Paré, qui commence comme apprenti d'un barbier de campagne, devient chirurgien de quatre rois de France. D'autres restent au bas de l'échelle sociale, mais apportent des innovations importantes comme Pierre Franco (opérateur itinérant de la lithotomie) ou Caspar Stromayr (de) (inciseur de cataracte et hernies).
La renommée du français Ambroise Paré est telle, à tort ou à raison, que des historiens de toutes nationalités, ont cherché un équivalent national : italien avec Andrea della Croce, suisse avec Félix Wuertz, allemand avec Fabrice de Hilden.

### Fin du barbier chirurgien (XVIIeetXVIIIesiècles)
Au XVIIe siècle, les chirurgiens-barbiers restent constitués en communautés de métier et tiennent boutique. Il n'est pas nécessaire d'avoir fait des études, ou de connaitre le latin. Il suffit de faire son apprentissage, de réussir un « chef-d'œuvre », et finalement devenir maître et, à son tour, former des apprentis.

#### Conflits de métiers

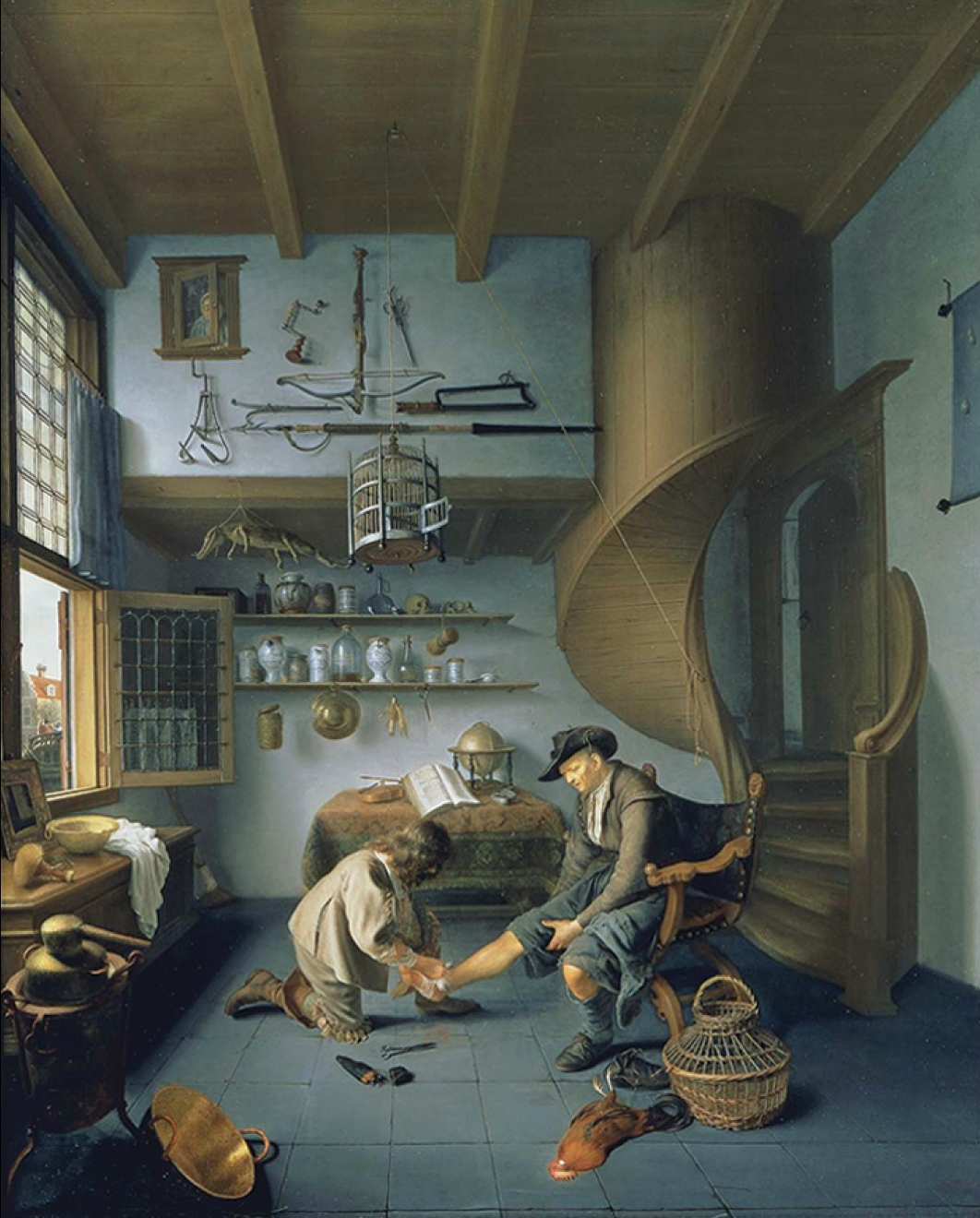
Barbier chirurgien soignant le pied d'un paysan (vers 1650) par (1618-1668), Peabody Essex Museum.

À Paris, depuis la fin du XVIe siècle, les chirurgiens lettrés et la faculté de médecine sont engagés dans un long conflit. Les chirurgiens voudraient faire de la chirurgie une discipline universitaire, et contrôler la formation des barbiers-chirurgiens. Les médecins refusent, pour eux seule la médecine est universitaire, et c'est à eux de contrôler les barbiers-chirurgiens. En 1660, le Parlement de Paris donne raison aux médecins. Une barrière juridique et institutionnelle est établie.
Cette barrière se renforce lors de la découverte de la circulation du sang en Angleterre par Harvey (De Motu Cordis, 1628). La Faculté de médecine de Paris rejette cette découverte et refuse de l'enseigner. Elle le sera par un cours de chirurgie donné au Jardin royal, et dont le premier professeur est Pierre Dionis en 1672.
Cependant, à la fin du XVIIe siècles, à la suite de deux évènements, les chirurgiens et chirurgiens-barbiers obtiennent leur revanche. En 1686, c'est l'opération de la fistule anale de Louis XIV par Charles-François Felix de Tassy. Le succès de l'opération incite le souverain à accorder ses faveurs aux chirurgiens de Versailles qui sont dotés de statut royaux en 1719, et qui serviront de modèles dans toutes les provinces en 1730. La promotion sociale et scientifique des chirurgiens est confirmée par Louis XV qui patronne la Société académique des chirurgiens de Paris (1731), qui devient en 1748, l'Académie Royale de Chirurgie. Celle-ci publie les Mémoires de l'Académie Royale de Chirurgie (1743-1773), une des premières publications scientifiques régulières.
Le deuxième évènement est la séparation des barbiers-chirurgiens et des barbiers-perruquiers en 1691. La mode de la perruque avait conduit à la création d'une communauté de « barbiers-perruquiers-baigneurs-étuvistes », profession prestigieuse et lucrative, demandant aux maitres-perruquiers un personnel plus nombreux et plus qualifié (ouvriers des cheveux, poils et crins) que celui du maître-barbier. Ce qui conduit de plus en plus de barbiers-chirurgiens soit à devenir perruquiers, soit à devenir chirurgiens plus savants en abandonnant la barberie.

#### Essor chirurgical
Afin de s'attacher les barbiers chirurgiens ou de robe courte, la faculté de médecine institue pour eux un cours de chirurgie en langue française. Michel-Louis Reneaulme de Lagaranne en devient en 1719 le premier titulaire,. Tout au long du XVIIIe siècle, une quinzaine des plus grandes villes françaises se dotent d'une école publique de chirurgie (cours théoriques). L'enseignement pratique se fait par apprentissage chez un maître, à l'hôpital ou dans la marine : écoles de chirurgie navale de Rochefort (fondée en 1722), Toulon (1725) et Brest (1731). L'apprentissage ne débute plus par le rasage, mais par la petite chirurgie.
Dès 1721, le duc Auguste-Guillaume de Brunswick avait promulgué une réforme de la pratique médicale dans ses états, afin de combattre une charlatanerie qui se donnait libre cours : l'édit du 21 février réglementait non seulement la formation des médecins et barbier chirurgiens et la pratique de la médecine, mais établissait également des distinctions dans les champs de compétence et fixait les niveaux d'honoraires : il serait désormais interdit de pratiquer la saignée sans la présence d'un médecin diplômé. Le secret médical n'était imposé qu'aux médecins, non aux chirurgiens. En revanche, les chirurgiens étaient tenus, après avoir apporté les premiers soins aux patients en danger imminent, de signaler le cas aux autorités.

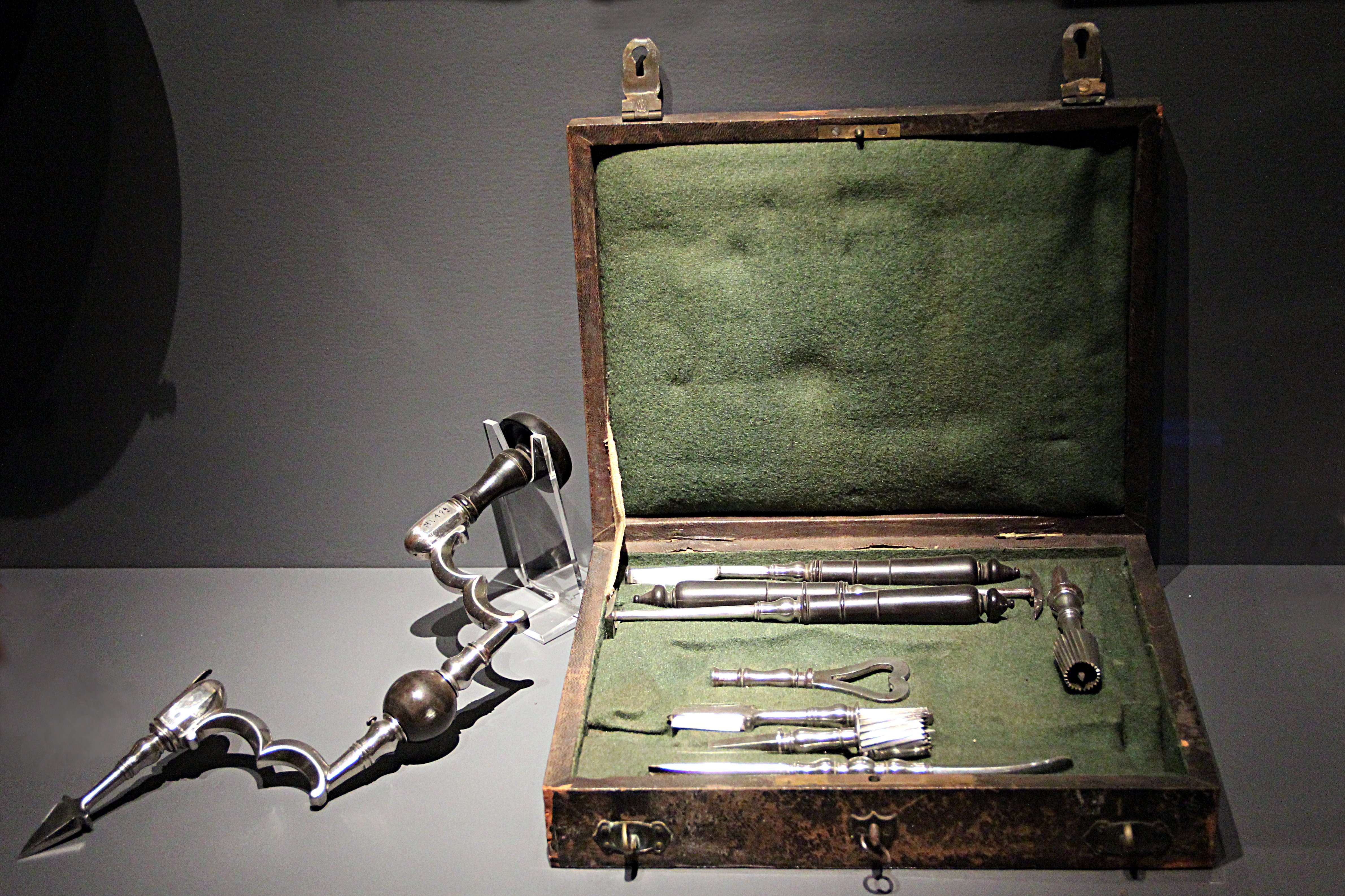
Vilebrequin chirurgical avec trousse de trépanation d'un chirurgien de la marine française au XVIIIe siècle.

Les situations locales sont très inégales, mais de façon générale, le statut et le niveau d'éducation des chirurgiens s'élève, en France comme dans le reste de l'Europe, notamment par le développement des hôpitaux où les chirurgiens viennent se former. En Angleterre, la puissance maritime et l'expansion coloniale entraine un essor des chirurgiens navigants (au moins un chirurgien et son assistant, par navire, de guerre ou marchand). En Prusse, la chirurgie d'armée se développe avec la puissance militaire.
En 1743, Louis XV supprime formellement tout lien entre chirurgiens et barbiers. En France, l'inspirateur du roi pour cette séparation est François de Lapeyronie, « Premier chirurgien de Sa Majesté, chef de la chirurgie du Royaume », la charte étant rédigée par d'Aguesseau. La carrière de Lapeyronnie reflète l'histoire des barbiers-chirurgiens : fils de barbier, devenu maître barbier-chirurgien à Montpellier, il a obtenu le « droit de tenir boutique ouverte » en 1695.
À Londres, cette séparation survient en 1745. En Europe, les chirurgiens sont placés au même rang que les médecins, et ils sont considérés comme plus utiles qu'eux dans l'armée et la marine. En moins d'un siècle, les chirurgiens, anciens barbiers-chirurgiens, sont devenus les plus prestigieux et les plus demandés des praticiens de santé. Artisan-boutiquier à la fin du Moyen Âge, le chirurgien est parvenu, à la fin du XVIIIe siècle, au rang du bourgeois en France, et du gentleman en Angleterre. Les rôles sont inversés, c'est désormais la chirurgie qui sert de modèle à la médecine.

## Activités habituelles du barbier-chirurgien
Outre les pratiques déjà mentionnées du rasage et de la saignée, le barbier-chirurgien pratiquait tous les soins corporels (hygiéniques, cosmétiques), et de façon générale toutes les affections apparentes visibles à la surface du corps (plaies, traumatismes, affections cutanées, enflures, gonflement) et à ses orifices (maladies de la bouche et des dents, nez et oreilles, yeux, urogénitales et anales).

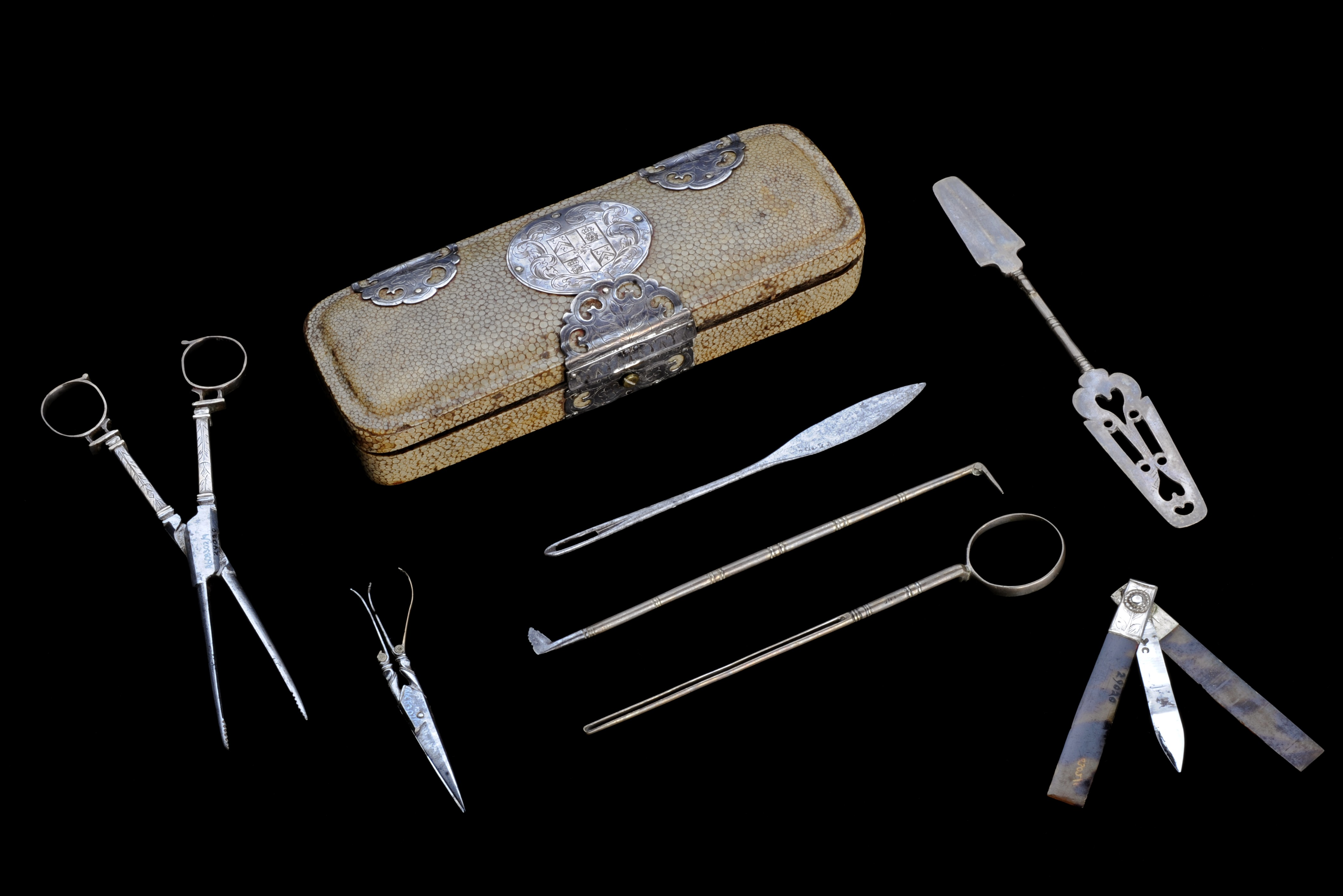
Trousse de barbier-chirurgien anglais du XVIIe siècle, portant l'emblème de sa guilde, avec divers instruments : pince, ciseaux, lancettes ou bistouris, curettes ou grattoirs, abaisse-langue...

À partir du XIVe siècle, les barbiers chirurgiens sont les praticiens des accidents : les fractures résultent des chutes de cheval, accidents de coches, accidents de travail agricole ou artisanal (aucune législation sur la sécurité domestique ou au travail jusqu'au XIXe siècle). Les brûlures sont fréquentes chez les enfants et les vieillards, par chute sur feux de bois (seul moyen de chauffage). Les contusions, plaies par arme blanche puis aussi par arme à feu au cours de rixes ou batailles en ville, sont fréquentes.
Ils doivent faire face aussi à de nombreuses affections cutanées : abcès, furoncles, ulcères... mais aussi taches, décolorations, et tout ce qu'on appelle aujourd'hui dermatoses. À cela s'ajoutent les tumeurs, gonflements et épanchements visibles, à enlever ou à vider par incision. Dans ce vaste cadre, le barbier chirurgien pouvait être amené à distinguer la lèpre, à traiter la peste (incision du bubon pesteux) et les écrouelles, ou encore la syphilis (qui présente des signes cutanés avec lésions aux orifices) ou la goutte,.
Le barbier-chirurgien n'utilisait pas seulement ses instruments (bistouris, cautères...), mais aussi des onguents, lotions et remèdes internes, soit pour traiter des maladies de peau, soit avant et après une intervention. Il s'occupait essentiellement de soins de routine (soins de peau, vidange de pus ou autres « superfluités », bandages...), extractions dentaires, nettoyage de cérumen... Ce large éventail de pratiques et de soins modifie l'image du chirurgien pré-moderne, qui n'était pas aussi sanglant et dangereux qu'on aurait pu le penser. Des études portant sur des chirurgiens ordinaires de Londres (XVIIe et XVIIIe siècles) ont montré que leur taux de létalité était relativement bas.

Ces praticiens connaissaient leurs limites. Barbier, barbier-chirurgien, chirurgien pouvaient être des étapes successives d'une même carrière. Seuls les plus habiles, les plus expérimentés, ou les plus audacieux s'engageaient couramment dans des opérations risquées comme l'amputation, la lithotomie, la trépanation ou la mastectomie. Pour ce type d'activité, voir :

## Quelques données démographiques

### Moyen Âge
À Paris, entre 1310 et 1329, on compte, selon les archives de la taille, 26 chirurgiens et 97 barbiers pour une population estimée à deux cent mille habitants. À Montpellier, au XIIIe siècle, l'effectif des barbiers tourne autour de la trentaine, pour trente-cinq mille habitants. À Marseille, 1440-1460, 3 chirurgiens et 21 barbiers pour dix mille habitants. À Toulouse, vers 1405, 2 chirurgiens et 26 barbiers pour vingt deux mille habitants.
En France, de façon générale, on constate que le nombre de barbiers est voisin, ou légèrement supérieur, à celui des médecins, et nettement supérieur à celui des chirurgiens. Les chirurgiens sont limités par leur empêchement d'accéder à l'université, et par la concurrence des barbiers qui capte la clientèle issue des milieux les plus modestes. Lorsque les barbiers chirurgiens apparaissent, ils constituent 0,4 % de l'ensemble des barbiers et des chirurgiens, jusqu'à plus de 11 % à la fin du XVe siècle.
En Angleterre, la ville de York dispose de 18 barbiers pour 7500 habitants en 1381, alors que Londres, en 1435, compte 17 chirurgiens pour une population de l'ordre de 40 000 à 50 000 habitants au cours du XVe siècle. Les barbiers et les chirurgiens sont alors deux professions séparées (réunies en 1540 par Henri VIII).

### Renaissance et période classique
À Londres, on compte une centaine de barbiers-chirurgiens licenciés en 1600 pour environ 200 000 habitants, et 263 en 1641 (pour une population de l'ordre de 375 000 habitants en 1650).
Les femmes et filles, même non licenciées, de barbiers-chirurgiens peuvent exercer la pratique de leur mari ou père, notamment en Europe méditerranéenne (Naples, Venise…), alors qu'en Angleterre elles sont plutôt écartées de la profession par la crainte qu'elles ne deviennent des sorcières.

#### Ouvrages polémiques
- Bibliothèque historique de la France, contenant le catalogue des ouvrages, imprimés et manuscrits…, 1775, p. 26, note du no 44890 — Liste d'ouvrages et de pièces, datés de 1660 à 1772, sur des conflits entre les chirurgiens et la faculté de Médecine de Paris.

#### Textes modernes
- Hubert Dhumez, « Le livre de raison (1505-1535) de Georges Signoret, barbier-chirurgien de Vence », dans Provence historique, 1954, tome 4, fascicule 15, p. 19-32 (lire en ligne)
- Emile Forgue et Alain Bouchet, La chirurgie jusqu'à la fin du XVIIIIe siècle, Albin Michel / Laffont / Tchou, 1978, p. 131-221.dans Histoire de la Médecine, de la Pharmacie, de l'art dentaire et de l'art vétérinaire, tome III, J. Poulet et J.-C. Sournia (dir.).
- Danielle Jacquart, Le milieu médical en France du XIIe au XVe siècle, Librairie Droz, 1981.
- Marie-Christine Pouchelle, Corps et chirurgie à l'apogée du Moyen Âge, Flammarion, 1983 (ISBN 978-2-08-211139-3).
- François Lebrun, Médecins, saints et sorciers aux 17e et 18e siècles, Paris, Temps Actuels, 1983, 206 p. (ISBN 2-201-01618-6).